# Фридрих Рудолф фон Фюрстенберг
Фридрих Рудолф фон Фюрстенберг (на немски: Friedrich Rudolf von Fürstenberg; * 23 април 1602; † 25 октомври 1655, Дачице, Моравия) е граф на Фюрстенберг, от 1639 г. ландграф на Щюлинген, господар на Хевен, Дачиц и други. Фридрих Рудолф е имперски дворцов съветник, имперски дворцов военен съветник, оберфелдцойгмайстер, генерал-фелдвахтмайстер и оберщалмайстер. През 1642 г. императорът го издига от фрайхер на граф на Свещената Римска империя.

## Произход
Той е вторият син на граф Кристоф II фон Фюрстенберг (1580 – 1614) и съпругата му Доротея фон Щернберг († 1633), дъщеря на фрайхер Отокар Холицки фон Щернберг († ок. 1589) и Анна Роуповски. По-големият му брат е Вратислаус II фон Фюрстенберг (1600 – 1642). Сестра му Елизабет Евсебия фон Фюрстенберг († 1676) се омъжва на 20 май 1652 г. за маркграф Фридрих V фон Баден-Дурлах (1594 – 1659).

## Фамилия
Първи брак: на 27 февруари 1631 г. с Мария Максимилиана фон Папенхайм (* ок. 1612; † 16 октомври 1635), дъщеря на Максимилиан фон Папенхайм, ландграф на Щюлинген (1580 – 1639) и на Урсула Мария фон Лайнинген-Вестербург (1583 – 1638). Те имат децата:
- Максимилиан Франц фон Фюрстенберг-Щюлинген (1634 – 1681), ландграф на Щюлинген, женен на 15 май 1656 г. за фрайин Мария Магдалена фон Бернхаузен († 1702)
- Хайнрих Фридрих (1635 – 1635)

Втори брак: на 8 април 1636 г. с графиня Анна Магдалена фон Ханау (* 14 декември 1600; † 22 април 1673), вдовица на граф Лотар фон Крихинген († 1629) и на вилд – и Рейнграф Ото Лудвиг фон Салм-Кирбург-Мьорхинген (1597 – 1634), дъщеря на граф Йохан Райнхард I фон Ханау-Лихтенберг (1569 – 1625) и първата му съпруга графиня Мария Елизабет фон Хоенлое-Нойенщайн-Вайкерсхайм (1576 – 1605). Те имат децата:
- Франц (*/† 1636)
- Фердинанд Анселм (1637 – 1637)
- Мария Франциска фон Фюрстенберг-Щюлинген (1638 – 1680), омъжена на 11 юли 1655 г. за княз Херман Егон фон Фюрстенберг-Хайлигенберг (1627 – 1674)
- Леополд Адам Лудвиг (1642 – 1643)
- Катарина Елизабет (1643 – 1643)